# Quasi (groupe de rock)
Quasi est un groupe de rock indépendant américain, originaire de Portland, dans l'Oregon. Actif depuis 1993, le duo composé des ex-époux Sam Coomes et Janet Weiss est auteur de neuf albums entre 1993 et 2023, dont Featuring "Birds" qui rencontre un vif succès critique en 1998.

## Biographie

### Années 1990
Fondé en 1993 à Portland, dans l'Oregon, Quasi se compose du chanteur, guitariste et claviériste Sam Coomes, et de la batteuse Janet Weiss. Coomes joue auparavant dans Heatmiser aux côtés d'Elliot Smith. Après une cassette autoproduite en 1993 et un single partagé avec Bügsküll en 1994, le duo publie une compilation de ses premiers enregistrements nommée Early Recordings en 1996,. Pitchfork les décrit comme « un couple divorcé jouant de la pop pessimiste, souvent sans guitare ».
Leur premier album officiel, R&B Transmogrification, paraît en 1997 sur le label de Seattle Up Records. À partir de 1997, Weiss intègre comme batteuse le groupe Sleater-Kinney.
Leur album Featuring "Birds" de 1998 figure parmi les sorties indépendantes les plus acclamées de l'année par la critique spécialisée,,,. Il figure entre autres dans le classement de fin d'année des magazines Spin et NME,. Rolling Stone écrit que l'album « cache un chagrin d'amour et un désespoir déchirants sous des harmonies vocales sucrées et des chansons succinctes et accrocheuses. ». En 2016, Pitchfork le classe parmi les « 50 meilleurs albums de rock indépendant du Nord-Ouest Pacifique ».
En 1999, Quasi enchaîne avec l'album Field Studies. En Europe, leurs disques seront publiés par Domino Records jusqu'à 2013.

### Années 2000

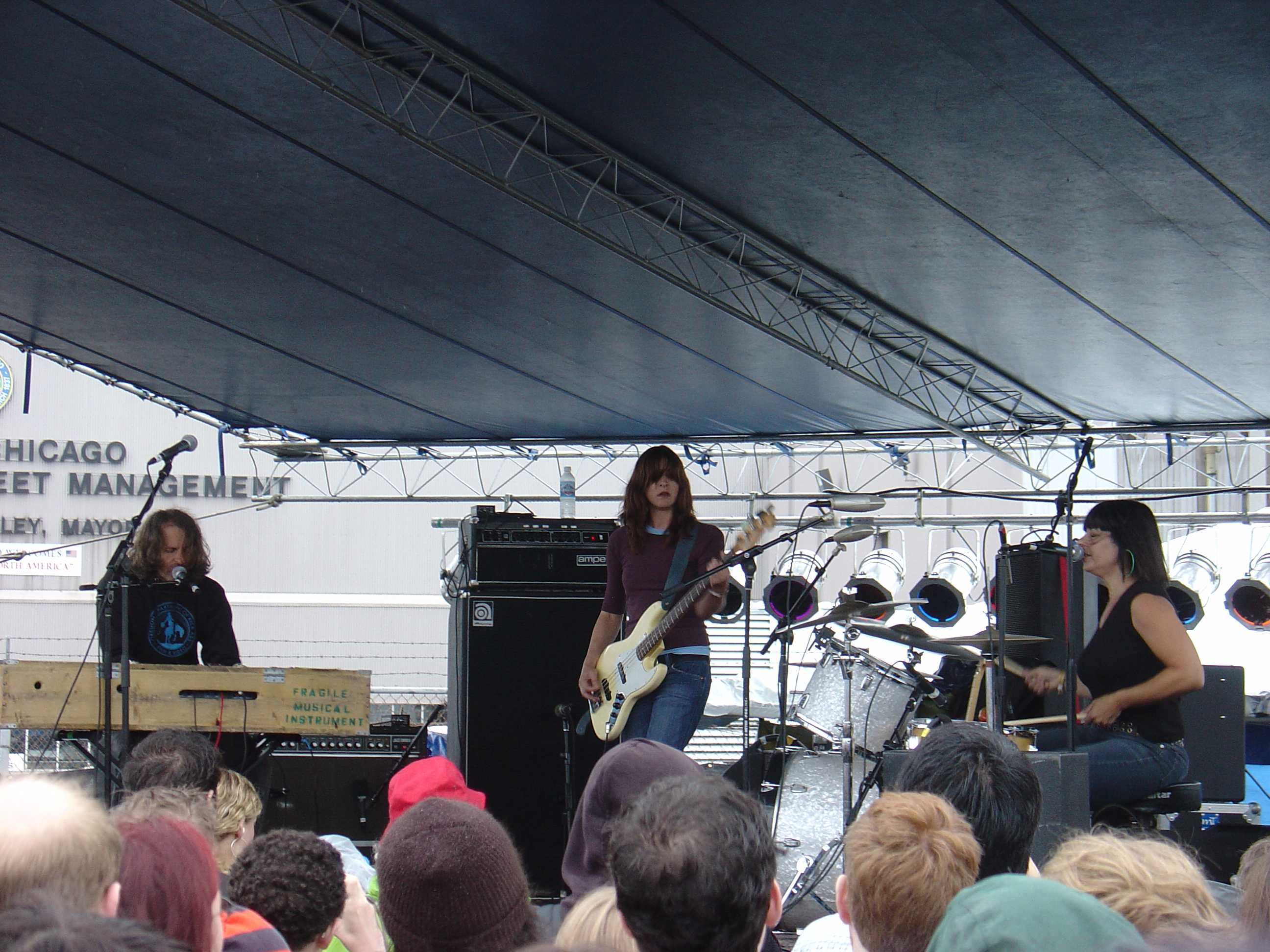
Quasi sur scène à Chicago en 2006. De gauche à droite : Coomes, Bolme, Weiss.

Au tournant des années 2000, Weiss et Coomes signent un contrat pour les États-Unis avec le label Touch & Go. Leur quatrième album nommé The Sword Of God est publié en 2001. Deux ans plus tard suit l'album Hot Shit!.
En 2006, le groupe retourne en studio et, avec l'aide du producteur Dave Fridmann, enregistre l'album When The Going Gets Dark.
Après avoir recruté la bassiste des Jicks Joanna Bolme, et signé chez Kill Rock Stars, le groupe publie son septième album, American Gong, en février 2010.

### Depuis 2010
Quasi redevient un duo sur son huitième et double album Mole City de 2013.
En février 2022, le groupe publie son neuvième album, Breaking The Balls Of History, sur son nouveau label Sub Pop.

## Style et influence
Le style musical de Quasi incorpore des éléments du rock indépendant, du lo-fi, de l'indie pop, du punk et du folk, tout en expérimentant avec des arrangements atypiques. Le duo a été salué pour ses performances énergiques et émotionnelles sur scène, ainsi que pour ses paroles introspectives et souvent empreintes d'ironie.
Ensemble, Coomes et Weiss ont acquis le statut de vétérans de la scène du Nord-Ouest Pacifique, avec des décennies d'écriture de chansons à leur actif dans différents courants et sous-genres du rock indépendant. Weiss est surtout connue pour avoir été la percussionniste de longue date de Sleater-Kinney. Elle a également été membre du projet post-Pavement de Stephen Malkmus, les Jicks, et du supergroupe féminin Wild Flag. Sam Coomes a été membre du groupe Heatmiser avec Elliott Smith et a joué sur les albums de Built to Spill, Sleater-Kinney et sur le travail solo de Smith.
La signature sonore de Quasi peut être largement attribuée au Rock-Si-Chord, un clavier conçu comme un clavecin électrique, joué par Coomes, le principal auteur-compositeur du duo. Cette instrumentation suggère une affinité avec Stereolab ou Yo La Tengo. Quasi, cependant, produit un son moins lourd comme celui du Velvet Underground circa The Velvet Underground & Nico (1967), et plus pop et psychédélique comme celui des Beatles à l'époque de Revolver (1966). L'effet obtenu est un son garage rock rétro.

## Membres
- Sam Coomes : chant principal, guitare, Rock-Si-Chord, claviers, basse
- Janet Weiss : batterie, chant, chœurs
- Joanna Bolme : basse de 2006 à juin 2011

## Discographie

### Albums studio
- 1997 : R&B Transmogrification (Up Records)
- 1998 : Featuring "Birds" (Up Records / Domino)
- 1999 : Field Studies (Up Records / Domino)
- 2001 : The Sword of God (Touch & Go / Domino)
- 2003 : Hot Shit! (Touch & Go / Domino)
- 2006 : When the Going Gets Dark (Touch & Go / Domino)
- 2010 : American Gong (Kill Rock Stars / Domino)
- 2013 : Mole City (Kill Rock Stars / Domino)
- 2022 : Breaking The Balls Of History (Sub Pop)

### Compilation et enregistrement public
- 1993 : Quasi (cassette, autoproduction)
- 1996 : Early Recordings (Key-Op Records, réédition 2001 Touch & Go)
- 2003 : Live Shit (Touch & Go)